# داريل سميلي
داريل سميلي (بالإنجليزية: Daryl Smylie)‏ هو لاعب كرة قدم بريطاني في مركز الوسط، ولد في 10 سبتمبر 1985 في Richhill, County Armagh ‏ في المملكة المتحدة. شارك مع منتخب أيرلندا الشمالية تحت 19 سنة لكرة القدم ومنتخب أيرلندا الشمالية تحت 21 سنة لكرة القدم. أما مع النوادي، فقد لعب مع ستوكبورت كونتي ونادي أوسترسوند ونادي كالمار ونادي ليفينغستون ونادي ليونغسكايل ونيوكاسل يونايتد.

## وصلات خارجية
- داريل سميلي على موقع اتحاد السويد (السويدية)
- داريل سميلي على موقع قاعدة بيانات كرة القدم.إي يو (الإنجليزية)
- داريل سميلي على موقع Soccerbase.com (لاعب) (الإنجليزية)
- داريل سميلي على موقع Soccerway.com (الإنجليزية)